# Средне-Западный

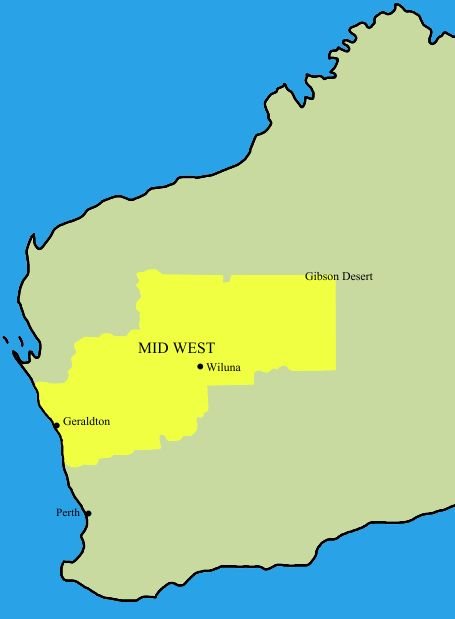
Средне-Западный округ на карте Западной Австралии

Средне-Западный (англ. Mid West) — один из девяти округов Западной Австралии, определяемых как административные районы для регионального развития штата.

## География
Средне-Западный — малонаселённый округ, простирающийся от западного побережья Западной Австралии, примерно в 200 км к северу и югу от административного центра Джералдтон и вглубь страны до 450 км к востоку от Уилуны в пустыне Гибсон.
Площадь округа составляет 472 336 км², а постоянное население составляет около 52 тыс. человек, из которых более половины проживают в Джералдтоне.

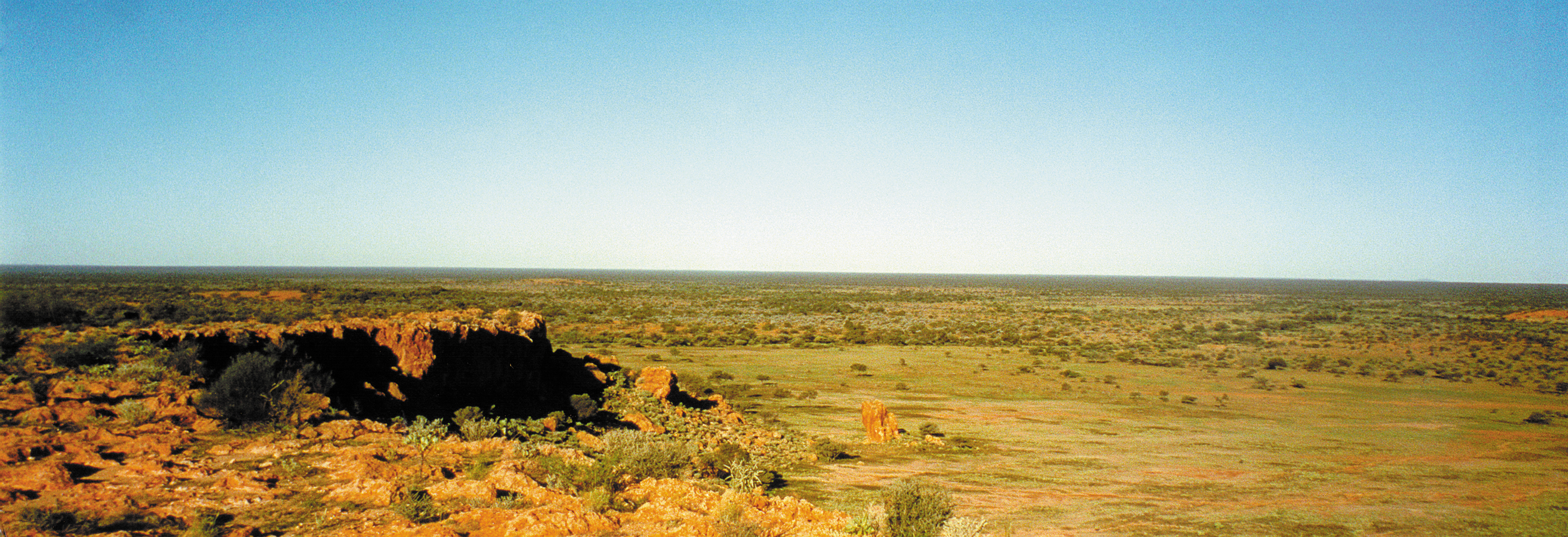
Пустыня в округе Средне-Западный, Западная Австралия.

Заповедник Каррун-Хилл находится на высоте 300–480 метров над уровнем моря и обладает обширными площадями девственных лесов и кустарников.

## Промышленность и экономика
Средне-Западный округ имеет диверсифицированную экономику, которая зависит от географии и климата. У побережья годовое количество осадков от 400 до 500 мм позволяет вести интенсивное сельское хозяйство. Далее вглубь комтинента годовое количество осадков уменьшается до менее 250 мм и здесь в экономике преобладает добыча железной руды, золота, никеля и других полезных ископаемых. Джералдтон — важный туристический центр. На Среднем Западе также находится самая дорогая рыбная промышленность в Западной Австралии, а Джералдтон является центром индустрии западных скальных омаров. В 2012—2013 финансовом году компания Western Rock Lobster принесла Западной Австралии почти 234,5 млн долларов дохода, что сделало его самым ценным промыслом одного вида в Австралии.
Валовой региональный продукт Среднего Запада в 2013 году составил 6 млрд AU$.